# أبسالوم هاريس تشابيل
أبسالوم هاريس تشابيل هو محامي وسياسي أمريكي، ولد في 18 ديسمبر 1801، وتوفي في 11 ديسمبر 1878 في كولومبوس في الولايات المتحدة. نشط حزبياً في حزب اليمين. وقد انتخب عضو مجلس نواب جورجيا ‏ وانتخب عضو مجلس النواب الأمريكي ‏.